# سسک سردودی
سسک سردودی (نام علمی: Sylvia mystacea) نام یک گونه از سرده سسک است.